# Felbár
Felbár (korábban: Bodó-Baár, szlovákul: Horný Bar) község Szlovákiában, a Nagyszombati kerületben, a Dunaszerdahelyi járásban.

## Fekvése
Dunaszerdahelytől 12 km-re délnyugatra, a Duna mentén fekszik, Süly tartozik hozzá.

## Élővilága

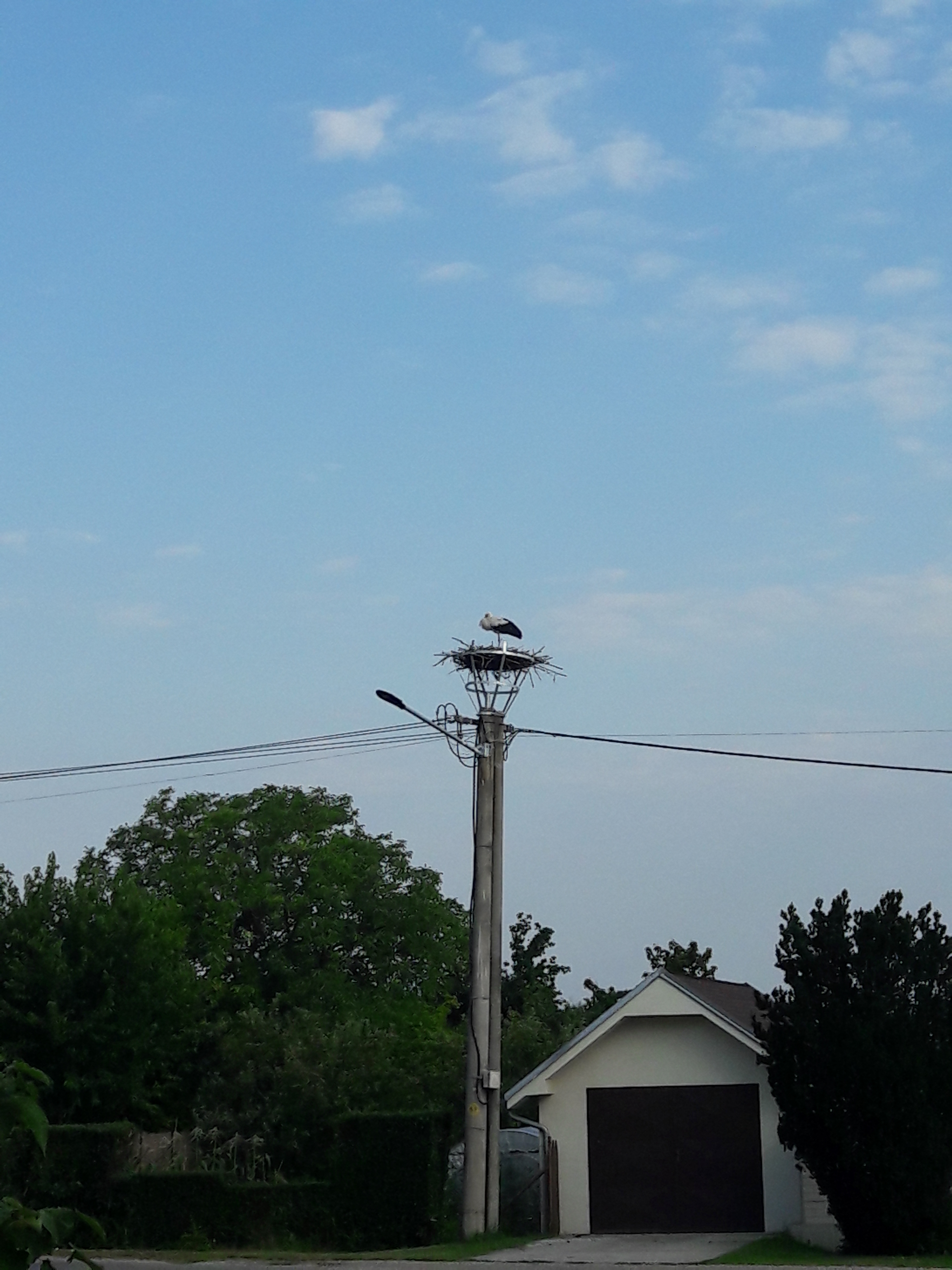
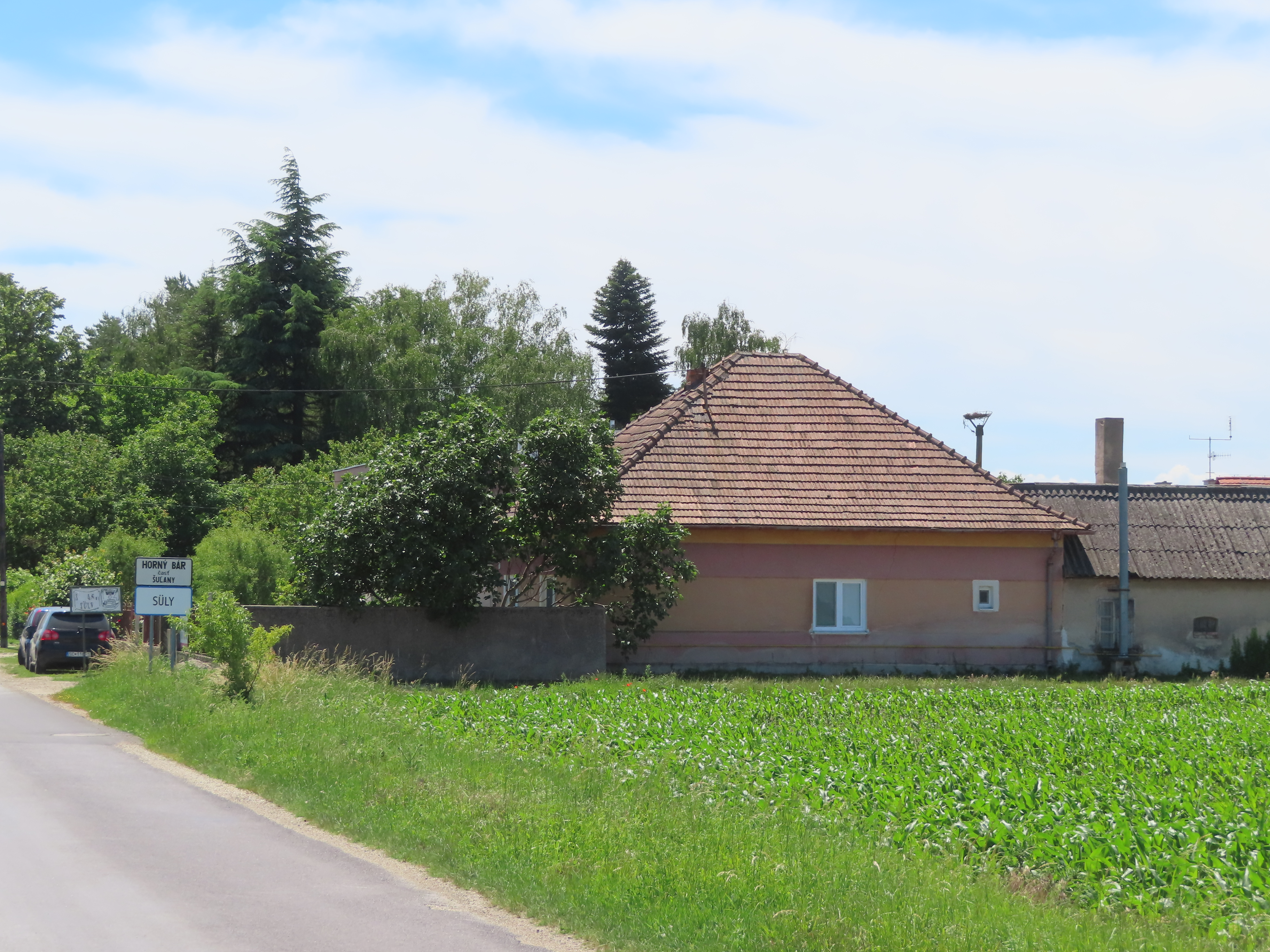
2024
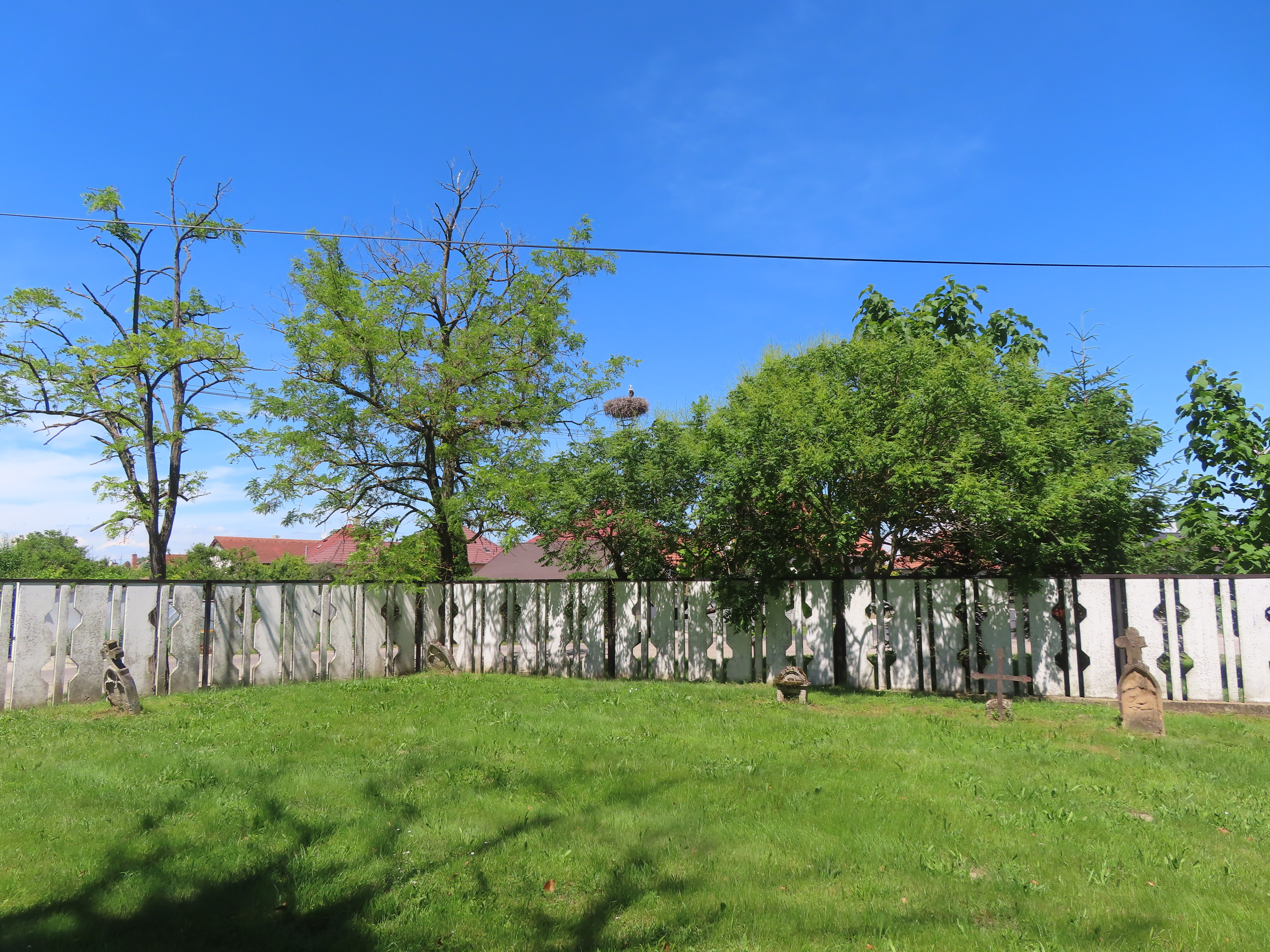

Sülyön egy gólyafészket és egy alátétet tartanak nyilván. 2023-ban az aktív fészekben 3 gólyafiókát számoltak össze.

## Története
1245-ben királyi birtokként szerepel, neve a régi magyar Baar személynévből származik. 1269-ben Bodobar néven, 1310-ben Obar, 1342-ben Naghbar néven említi oklevél. 1269-ben IV. Béla király Bodo comesnek adományozza. Egykor négytornyos Amadé-kastélya volt, itt élt Amadé László költő, itt írta 1772-ben Mészáros Ignác Kartigámját. Egyesek szerint itt írta Bél Mátyás híres Magyarország történeti földrajzi művét is. Az Amadékon kívül a falu birtokosai voltak az Illésházy, Istvánffy családok is. A 19. század elején a Zichy grófok szereznek itt birtokot. Később a birtokot Szitányi Adolf, tőle pedig Batthyány József gróf vette meg.
Vályi András szerint "Fel Bár. Elegyes magyar falu Poson Vármegyében, ’s az Uraságnak jeles Kastéllyával diszesíttetik, régibb nevezetességeit leírták Iróink, birtokosai Gróf Amade, Báró Bornvill, és más Urak, lakosai katolikusok; tsak egy út választya el, Kis, vagy Albártól, nevezetesíti e’ helyet a’ híres történet író Istvánfi Miklósnak, itten lett születése, a’ ki bétses munkáját e’ helyen készítette. Határja jó termékenységű, de más némelly fogyatkozásai miatt, második Osztálybéli."
Fényes Elek szerint "Bár (Felső v. Fel), magyar falu, Pozson vgyében, 1 fertálynyira a nagy Dunától, s 2 mfdnyire Somorjától a győri országútban. Lakja 583 kath., 8 ref., 114 zsidó. Ékesitik az Ullman, (ezelőtt gr. Zichy Ferraris) kastélya, egy meglehetős nagyságú csinos kerttel. Van egy kath. paroch. temploma, vendégfogadója, elég termékeny határja, erdeje a Duna szigeteiben. Legtöbb részt bir benne Ullmann, azután más számos közbirtokosok, s nemesek. Istvánffy Miklós itt irta magyar históriáját."
A trianoni békeszerződésig Pozsony vármegye Dunaszerdahelyi járásához tartozott. A hozzá tartozó Antónia- és Józsefmajorba az 1920-as években szlovákokat telepítettek. 1960-ban közigazgatásilag Felbárhoz csatolták Nagybodakot és Sülyt. Nagybodak 1990-ben újra önálló község lett.

## Népessége
| Év:            | 1994. | 2004.    | 2014.   | 2024.   |
| -------------- | ----- | -------- | ------- | ------- |
| Emberek száma: | 1074  | 1208     | 1255    | 1313    |
| Eltérés:       |       | +12,47 % | +3,89 % | +4,62 % |

| Év:            | 2023. | 2024.   |
| -------------- | ----- | ------- |
| Emberek száma: | 1306  | 1313    |
| Eltérés:       |       | +0,53 % |

1880-ban 618 lakosából 474 magyar, 76 német, 36 szlovák anyanyelvű, 11 idegen és 21 csecsemő volt. Ebből 518 római katolikus, 96 zsidó és 4 evangélikus vallású. Süly 246 lakosából 229 magyar, 4 német, 3 szlovák anyanyelvű és 10 csecsemő volt. Ebből 232 római katolikus, 9 zsidó és 5 református vallású.
1910-ben 655 lakosából 650 magyar, 1 szlovák és 4 más anyanyelvű volt.
2011-ben 1236 lakosából 965 magyar és 247 szlovák volt.
2021-ben 1244 lakosából 923 (+24) magyar, 295 (+20) szlovák, 5 (+1) cigány, 9 (+1) egyéb és 12 ismeretlen nemzetiségű volt.

## Neves személyek
- Sülyön született 1753-ban Patonyi Tádé minorita szerzetes.
- Itt született 1983-ban Soós Csilla ólomüveg művész.
- Itt szolgált Kondé Miklós nagyváradi római katolikus püspök.
- Itt hunyt el 1764-ben Amadé László költő, a 18. századi magyar szerelmi költészet kiemelkedő alakja.

- A hagyomány szerint itt írta meg Istvánffy Miklós Magyarország történetéről írt 34 kötetes művét.
- Itt élt és alkotott bodóbári és nagylucsei Mészáros Ignác író.
- A templom falán emléktáblát állítottak boldog Batthyány-Strattmann László hercegnek, aki gyakran megfordult a településen, a család kastélyában.

## Nevezetességei

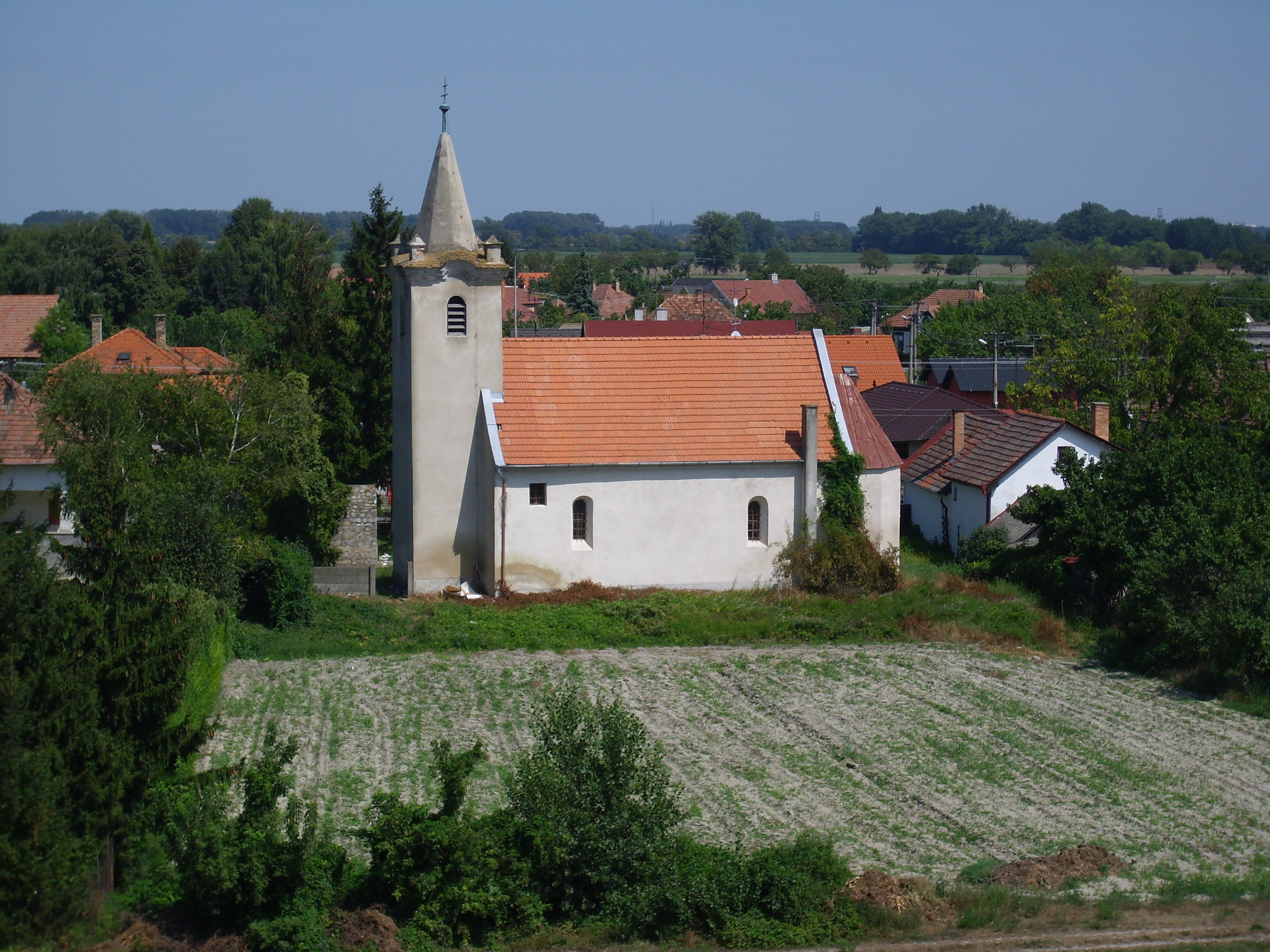
Sülyi katolikus templom

- Szent István király tiszteletére szentelt római katolikus temploma gótikus eredetű, 1778-ban barokk stílusban teljesen átépítették. A templom ólomüveg ablakai és a Batthyány emléktábla restaurálását 2013 nyarán Soós Csilla ólomüveg művész végezte.

## Külső hivatkozások
- Hivatalos oldal
- Községinfó
- Felbár Szlovákia térképén
- E-obce.sk
- Képek a templom ólomüvegeinek restaurálásáról